# Sam Witwer
Samuel Stewart Witwer (Glenview, Illinois, 20 de octubre de 1977) es un actor y músico estadounidense. Es conocido por su papel de Davis Bloome (Doomsday) en la serie estadounidense Smallville, como Aidan en la versión estadounidense de la serie Being Human y como Mr. Hyde en la serie estadounidense de ABC Once Upon a Time.
En el mundo de los videojuegos es conocido por interpretar a Deacon St. John, protagonista de Days Gone, publicado por Sony Interactive Entertainment.

## Biografía
Sam Witwer creció en Glenview, Illinois, en las afueras de Chicago. Asistió a la Glenbrook South High School en la cual estuvo involucrado en el teatro, tomando clases de actuación, así como es cantante de una banda de la escuela secundaria. Asistió a la Juilliard School de Drama en Nueva York.

## Carrera

### Cine
En 2009, Witwer interpretó al soldado Jessup en la película The Mist, y a Crashdown en Battlestar Galáctica. Tuvo un pequeño papel en la película Gamer, actuando junto a Michael C. Hall con quien también trabajo en la serie Dexter.
| Año  | Película                         | Personaje          | Director                     | Notas        |
| ---- | -------------------------------- | ------------------ | ---------------------------- | ------------ |
| 2013 | Fighting Back                    | Detective Green    | Martin J. Thomas             | Rumor        |
| 2011 | The Return of Joe Rich           | Joe Neiderman      | Sam Auster                   |              |
| 2011 | No God, No Master                | Eugenio Ravarini   | Terry Green                  |              |
| 2010 | The United Monster Talent Agency | Drácula            | Gregory Nicotero             | Cortometraje |
| 2010 | The Quinn-tuplets                | Pat Quinn          | Mimi Leder                   | Telefilme    |
| 2009 | Gamer                            | Asistente social   | Mark Neveldine, Brian Taylor |              |
| 2008 | Pathology                        | Chico en la fiesta | Marc Schölermann             |              |
| 2007 | The Mist                         | Soldado Jessup     | Frank Darabont               |              |
| 2006 | Crank                            | Secuaz             | Mark Neveldine, Brian Taylor |              |

### Televisión
Ha participado en numerosas series destacando su participación en  Grimm como Max Robins un Blutbad también conocido anteriormente como "Maximilian" o el "Wolfman" para Carnival Metamorphosia. Apareció en "The Show Must Go On" o en Dexter, donde interpreta a Neil Perry, un brillante pero perturbado analista informático con una obsesión por matar animales, y, en la serie Being Human, interpreta al vampiro Aidan. También participó en la primera temporada de The Walking Dead, donde interpretó a un soldado convertido en zombi dentro de un tanque, este tendría una mayor relevancia y sería contada su historia pero debido a diferencias de presupuesto entre el productor y la cadena no se pudo llevar a cabo. En el año 2018 el actor es convocado al reparto de la cuarta temporada de Supergirl donde interpreta a Benjamin Lockwood/ Agente de la Libertad. Sam también hizo una pequeña aparición en la serie de Riverdale como Señor Chipping durante unos pocos capítulos en la temporada 4.

## Filmografía

### Música
Witwer asegura que su primer amor es la música, siendo el vocalista de su propia banda, The Crashtones. Lanzaron su primer álbum llamado Colorful of the Stereo en 2006.

### Otros trabajos
Prestó su voz y apariencia en los videojuegos Star Wars: The Force Unleashed y Star Wars: The Force Unleashed II al personaje protagonista Starkiller y de Deacon St. John en el juego de PS4 Days Gone. También ha realizado las voces de Darth Sidious y Darth Maul en diversos medios de Star Wars, incluyendo The Force Unleashed.

## Premios y nominaciones
| Año         | Programa                           | Personaje                                |
| ----------- | ---------------------------------- | ---------------------------------------- |
| 2018 - 2019 | Supergirl                          | Benjamin Lockwood/ Agente de la Libertad |
| 2016        | Once Upon a Time                   | Mr. Hyde                                 |
| 2015        | Star Wars Rebels                   | Emperador Palpatine (Voz)                |
| 2013        | Grimm (Temp. 3 - Ep. 6)            | Max                                      |
| 2011 - 2012 | Being Human                        | Aidan                                    |
| 2011 - 2012 | Star Wars: The Clone Wars          | Darth Maul / El hijo                     |
| 2010        | The Walking Dead (Temp. 1 - Ep. 1) | Caminante en el Tanque                   |
| 2008 - 2009 | Smallville                         | Davis Bloome, Doomsday                   |
| 2008        | X-Play                             | El aprendiz                              |
| 2007 - 2008 | CSI: Crime Scene Investigation     | Oficial Casella                          |
| 2007        | Shark                              | Richard Lee Franco                       |
| 2007        | It's Always Sunny in Philadelphia  | Chico musculoso                          |
| 2006        | Dexter                             | Neil Perry                               |
| 2006        | Bones                              | Mitchell Downs                           |
| 2004 - 2005 | Battlestar Galactica               | Crashdown                                |
| 2004        | NCIS                               | Sargento Rafael                          |
| 2004        | Cold Case                          | James Creighton                          |
| 2001 - 2003 | JAG                                | Beasley / Operador del sonar             |
| 2002        | Dark Angel                         | Marrow                                   |
| 2001        | ER                                 | Tommy                                    |

| Gemini Awards |                                                                    |             |           |
| Año           | Categoría                                                          | Título      | Resultado |
| 2011          | Best Performance by an Actor in a Continuing Leading Dramatic Role | Being Human | Nominado  |